# تينا أرينا

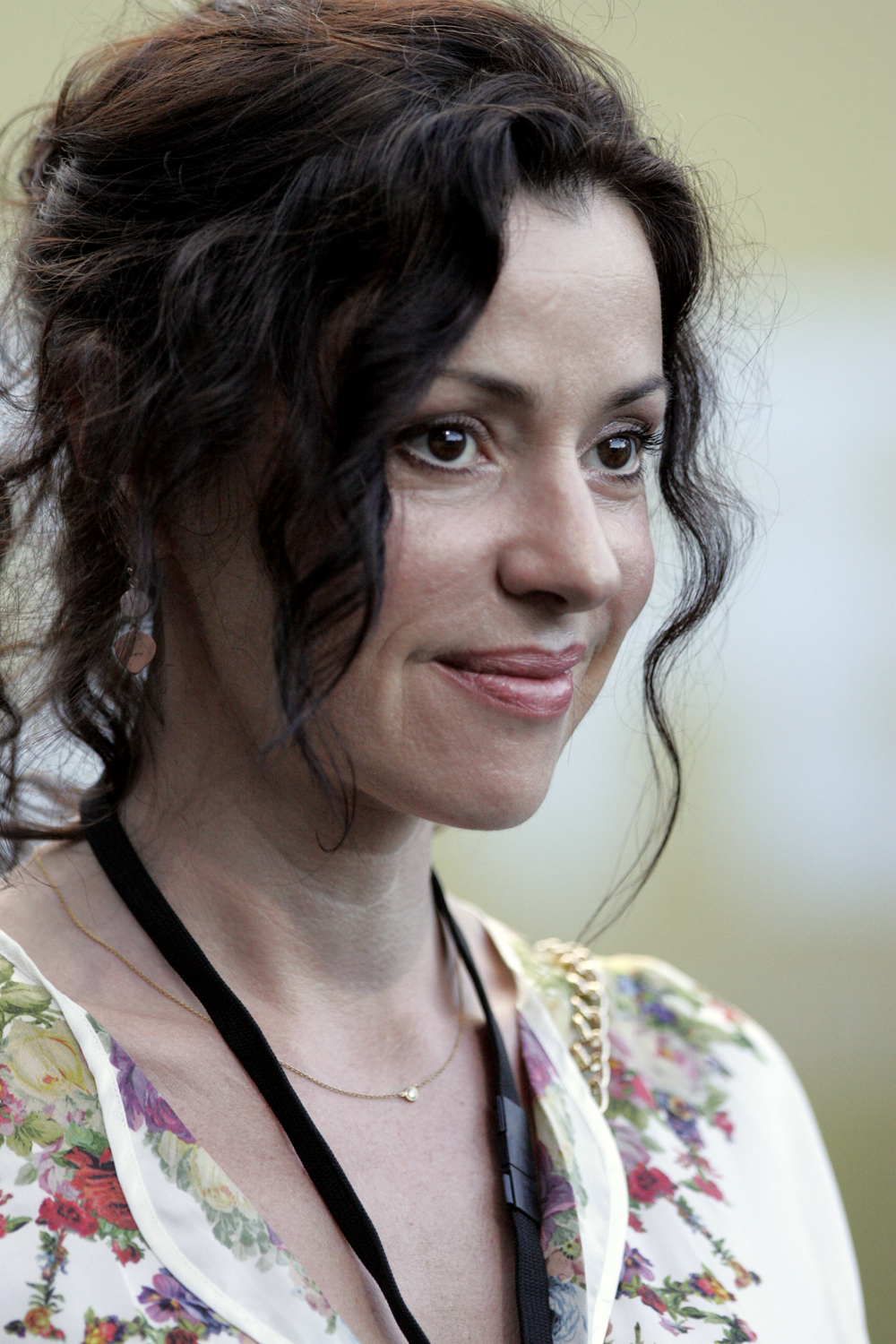

تينا أرينا (بالإنجليزية: Tina Arena) (أرينا ولد Filippina ليديا؛ 1 نوفمبر 1967) هي مغنية المسرح مغني، وكاتبة الأغاني الأسترالية. وقد فازت بالعديد من الجوائز، أبرزها جائزة ARIA 6 وفي كل من عامي 1996 و2000 حصلت على جائزة الموسيقى العالمية الأكثر مبيعا لفنان في العالم [[الأسترالية. وقالت انها باعت أكثر من ثمانية ملايين السجلات في جميع أنحاء العالم حتى الآن. وقد قبلت تينا منصب القاضي على إعادة 2011 من الزمن المواهب الشابة في أستراليا. أدلى الأصلي 1977 مسلسلها اسما مألوفا.
1974-1983: شباب الزمن المواهب
بدأت رحلتها في الساحة مكونة من 7 سنوات من العمر، تعيش على الغناء تلفزيوني الزمن متنوعة المواهب الشابة. حتى وأنا فتاة صغيرة كانت معروفة لصوتها القوي وجود مرحلة، لكنها تراجعت عن الأنظار لعدة سنوات بعد حيازة اولادها الصغار المواهب الوقت، والعمل على حلبة النادي وحده، وتظهر في نطاقات وأيضا في المسرحيات الموسيقية.
1988-1991: قوي وصلب
في عام 1987، في سن ال 20، وأعاد إليها على أنها مغنية الديسكو شبق مع الوطني رقم 3 البلاتين بيع واحد «احتاج جسمك». أعطاه لها ألبوم ناجح، قوي وصلب، والمزيد من الزيارات، ولكن لتينا كان هذا الاستطراد لحظة، وهذا لم يكن على نمط الموسيقى أو الصور التي كانت مريحة مع [بحاجة لمصدر]
1994-1996: "لا تسألوا
بعد بضع سنوات، اندلعت ارينا وصمة طفولة TV واقتطعت مهنة ناجحة منفردة مع سجلات كولومبيا. ديفيد تايسون المنتجة لا تسألوا كان ألبوم مبيعا في أستراليا لعام 1995 واحدة من أكبر ألبوم مبيعا من أي أنثى المغنية الأسترالية حتى الآن. لا تسأل باعت أكثر من خمسة ملايين نسخة في جميع أنحاء العالم وكانت معتمدة البلاتين 10 مرات في [[أستراليا.
1997-2000: في أعماق ونوتردام دي باريس
وكان الألبوم المتابعة، والعميقة، التي تنتجها جونز ميك الأجانب، وأيضا نجاح متعددة البلاتين. الفردي "أريد أن أعرف ما الحب" و"حرق" حتى حققت نجاحا طفيفة في بعض المخططات البث [[الولايات المتحدة|أستراليا.
1997-2000: في أعماق ونوتردام دي باريس
وكان الألبوم المتابعة، والعميقة، التي تنتجها جونز ميك الأجانب، وأيضا نجاح متعددة البلاتين. الفردي "أريد أن أعرف ما الحب" و"حرق" حتى حققت نجاحا طفيفة في بعض المخططات البث الولايات المتحدة وقدرات ارينا تأليف الأغاني وبشكل خاص لاحظت في ناشفيل حيث كان عدد من آصل الفنانين الموسيقى البلد قد غطت منذ أغانيها، بما في ذلك Wynonna جد («السماء مساعدة قلبي»، «الحب المضحك أن الطريق»)، جو دي ميسينا («حرق»)، بام Tillis («لو لم أكن أحبك»)، تيري كلارك («ببطل»)، كيلي كوفي، كاثي بيلي («حب مضحكة بهذه الطريقة») وريمس الصقيع («أنت جعلني أجد نفسي»).
بالتعاون الساحة مع مارك أنتوني، «أريد أن أقضي حياتي محبتك»، من قناع الصوت زورو، أعطاها نوعا جديدا من النجاح الأوروبي، ترجيح ميزان نجاحها في فرنسا على حد سواء حيث الأغنية والألبوم أصبح الأعلى وكان 3، والتي بلغت ذروتها في الألبوم رقم 3 ومصدقة البلاتين × 3 في فرنسا. وباعت لها الفرنسية أول واحد «ألير بالإضافة إلى أوت» 1 مليون نسخة في فرنسا وبلغت ذروتها في # 2 على الرسم البياني الفردي الفرنسية، وأطلق سراح واحد لها الفرنسية الثانية «لي تروا cloches» في عام 2000، والتي بلغت ذروتها في # 4.
دفعت محاولة من سوني ل«كسر» أرينا في السوق الأمريكية الإفراج عن «لو كنت على نهر»، التي صاغها وارن ديان، وذلك قبل الإفراج في أعماق هناك. كان واحد لم تكن ناجحة بشكل خاص على الرغم من المظاهر الترويجية العديدة على برامج تلفزيونية مثل دوني وماري، ولكن في عام 1999 التقت تسمية زميله دونا سمر الذي طلب منها للانضمام إليها في الحفل في الغناء «لا مزيد من الدموع (كفى)». وكان في استقبال جيد للدويتو وأفرج عنه لاحقا في ألبوم الصيف على الهواء مباشرة لايف سيم & أكثر.
بغض النظر عن الإنجازات تسجيل لها، ظلت المسرح الموسيقي دائما أكثر من مجرد هامش لارينا. ادائها في إنتاج الأسترالي جوزيف ومذهلة تكنيكولور Dreamcoat، في حين لا يزال في سن المراهقة، صفق لها منتج العرض، أندرو لويد ويبر. وقالت انها قدمت منذ ظهوره المشهود في إنتاج [[المملكة المتحدة من نوتردام دي باريس نوتردام، وإزميرالدا، وكما بولز سالي في كاباريه منديس الموجه سام في عام 2002. [2] ارينا عاد إلى المسرح في [[لندن في أبريل 2007، وبطولة وهارت روكسي في النهاية إنتاج ضرب غرب شيكاغو.
2000: دورة الألعاب الأولمبية في سيدني
خلال حفل الافتتاح، قام تينا اللهب.
2001-2002: البيانات فقط
على الرغم من نجاحها الدولية، قد ارينا شعبية في أستراليا بدأت في طريقها إلى الزوال مع ألبومها الرابع فقط لمطابقة البيانات عدم نجاح لا تسأل والعميقة، ولكن لا تزال تدار للمصادقة على الذهب في أستراليا وفرنسا. ولدت ألبوم أفضل 10 ARIA واحد ورقم 1 البث للإذاعة الأسترالية واحدة، 'سمفونية الحياة ". يقوم تينا المسار في ختام دورة الألعاب جنسيا، عندما عقد هذا الحدث الرياضي الدولي في سيدني.
2003-2005: «لا (الفعل الماضي)» وأكبر عدد الزيارات (1994-2004)
وكان من غزوة إلى الموسيقى الرقص في عام 2003 أيضا نجاحا عندما كانت واردة في مشروع حلبة روك ل«(الفعل الماضي) أبدا» التي وصلت إلى رقم 1 على أعلى لوحة الرقص الولايات المتحدة 10. هذه هي المرة الثلاثة الأولى الأداء المرتبطة الزمن المواهب الشابة كانت في وقت واحد في 10 الأعلى للتخطيط مع مينوغ في Dannii «I ابدا إلى التساؤل» وكايلي مينوغ في «البطيء» التي تظهر على الرسم البياني أيضا. كانت واردة أيضا بشكل كبير على مسار المسلسل التلفزيوني الأميركي اللوطي والشعبية وعلى الألبوم الموسيقى التصويرية. يقوم الساحة ريمكس تييستو «أبدا» جنبا إلى جنب مع ريمكس جديد من «يجرؤ أنت أن يكون سعيد» يعيش في سيدني غاي الرسمية والسحاقيات afterparty ماردي غرا في مارس 2005.
في عام 2004، أصدرت ألبومها ارينا أول تجميع أكبر تصل إلى ألبوم واحد جديد الإفراج عن أغنية حب الإيطالية، بلغ ذروته في # 33 على رسوم بيانية ARIA، أصبحت واحدة لها مشاركة بلغت ذروتها في أكبر 50. بعد أن كان لديها جولة لاحقة في 2005 2004 وأوائل في وقت متأخر.
2005-2007: الامم المتحدة UNIVERS AUTRE
صدر ألبوم ظهورها لأول مرة باللغة الفرنسية اون UNIVERS AUTRE في ديسمبر 2005، وكان معلما آخر البلاتين لها هناك، وركوب عالية في الخرائط الفرنسية لأكثر من عام ويضم الحائز على جائزة واحدة «الهداف jusqu'à L'المستحيل» بلغت ذروتها في رقم 3 الذي ظهر على الرسم البياني الفرنسية، وبقي في أعلى 5 أسابيع لأكثر من 10. تلقى الأغنية على جائزة أغنية العام في فرنسا. يتم تحريرها حظة واحدة «اسمي بغداد» في يونيو 2006، وتبلغ ذروتها في # 6.
2007-2008: أغاني الحب والخسارة
وسجلت الساحة ألبوم الاستوديو السادس بعنوان أغاني الحب والخسارة بشكل مستقل والتمويل الذاتي لأنها لم يعد لديه تسجيل العقد في أستراليا. وأفرج في نهاية المطاف الألبوم في 1 ديسمبر 2007 بعد تم التوصل إلى اتفاق جديد مع EMI أستراليا. وجاء في المقام الأول على محضر من الأغاني الأصلية كتبت بواسطة الشعلة سجلت المرأة في 1960s و70s داستي سبرينغفيلد مثل ديانا روس والترتيبات وظهرت فرقة موسيقية كاملة سلسلة أجرتها هيل سيمون. وشملت جولة ترويجية في أستراليا في أوائل نوفمبر تشرين الثاني على مظاهر الرقص مع النجوم وشروق الشمس. تواريخ مدعومة من قبل خمسة حفل أوركسترا قطعة عقدت في 35 ديسمبر كانون الأول ويناير: ثلاثة في دار الأوبرا في سيدني واثنين في قاعة هامر ملبورن. الألبوم وصل إلى ذروته في # 3 على الرسم البياني البومات ARIA الأعلى ورشح لجائزة أفضل ألبوم لARIA بيع.
فترة 2008-2009: 7 يتنافس وأغاني الحب والخسارة 2
في حين كان لا يزال تعزيز ارينا أغاني الحب والخسارة في. أستراليا، واحدة لها الفرنسية الأولى منذ عامين، «Entends-تو لو موند؟»، أتيح للإذاعة الفرنسية. تم تصوير الفيديو في سيدني وحولها خلال الجولة الترويجية من وطنها، ومضت ثقيلة على التناوب القنوات التلفزيونية الفرنسية الموسيقى على إطلاقه. كانت أغنية أول واحد منها السنة الثانية الفرنسية يتنافس 7 الألبوم الذي صدر في 28 يناير 2008 وظهر لأول مرة في # 12 على الرسم البياني الفرنسي الرسمي، لأول مرة من أي وقت مضى لها أعلى في البلاد. واحد «Entends-تو لو موند؟» صدر فعليا في 11 فبراير 2008 وظهر لأول مرة في # 10 على الرسم البياني الفرنسية، ليصبح السادس لها العشرة الأوائل واحد هناك.
شهد أداء أغسطس 2008 ارينا مع اندريا بوتشيلي خلال جولته الأسترالية. يقوم الاثنان ديو استقبالا حسنا من «الصلاة»، «تيرا ديلا كانتو» وغطاء من ألفيس بريسلي «مساعدة لا يمكن الوقوع في الحب». قبل جولة وقالت انها كانت في تسجيل ألبومها الاستوديو UK 8 أغاني الحب والخسارة 2، الذي صدر في 15 نوفمبر 2008. [3] لهذا الألبوم، تم تسجيل أغانيها حية مع أوركسترا لندن استوديو، أجرى مرة أخرى بواسطة هيل. [4]
الساحة Jiear وأليسون في سيدني ماردي غرا 2009.
جنبا إلى جنب مع المغني وكاتب الأغاني [[الأسترالي مواطنه دارين هايز، ظهر ارينا قاضيا للنزلاء خلال الاختبارات لندن للموسم الأسترالي المعبود السادس. بثت الحلقة ارينا يضم وهايز في 27 أغسطس 2008. ظهرت مرة أخرى قاضيا للنزلاء في 16 نوفمبر بينما كانت في أستراليا لتعزيز أغاني الحب والخسارة 2.
في مارس 2009، وقام بجولة فيأستراليا ارينا دعم أغاني ألبومها من الحب والخسارة (2) ويبدو أيضا بمثابة مفاجأة الضيوف في أداء الشواذ جنسيا والمثليات سيدني ماردي غرا حزب تغني ميدلي من «المستحيل الهداف jusqu'à L'» و«لا مزيد من الدموع (كفى)» في الساعة 3 صباحا برفقة Jiear أليسون على هذا الأخير.
عام 2009 شهد أيضا إطلاق سراح ارينا أول ألبوم الفرنسية أكبر تصل، وأفضل وmeilleur جنيه، وقشر البيانات الجلسات، ألبوم من المواد الأصلية المسجلة في عام 2003 ورفضته التسمية لها في وقت سوني.
2010-الحاضر
وأطلق سراح A CD DVD الحية وفي أستراليا في يناير 2010، وجمع على خشبة المسرح، حيث بلغت ذروتها في الألبوم رقم 22 على رسوم بيانية ARIA. في 24 يوليو 2011، غنى ارينا النشيد الوطني الأسترالي على المنصة من سباق فرنسا للدراجات بعد انتصار ايفانز كاديل. وقد أكدت الساحة منصب قاض في النسخة [[الفرنسية القادمة من خارج الغناء. ظهرت أيضا قاضيا في النسخة 2012 من الزمن المواهب الشابة في أستراليا، تسعة وعشرين عاما بعد ظهورها العادية النهائي على سلسلة الأصلي.
الحياة الشخصية
في ديسمبر 1995، وتزوج لها ارينا مدير رالف كار. في عام 1999 الطلاق. في عام 2000، بدأت تعود ارينا الفنان الفرنسي فنسنت مانشيني، الفضل أحيانا هير فنسنت. معا، لديهم جبرائيل ابن يوسف، ولد 17 نوفمبر 2005. وقد وضعت السفر الأسرة بينفرنسا وأستراليا والمملكة المتحدة، ولكن في باريس منذ عام 2008.

## روابط خارجية
- تينا أرينا على موقع IMDb (الإنجليزية)
- تينا أرينا على موقع ألو سيني (الفرنسية)
- تينا أرينا على موقع ميوزك برينز (الإنجليزية)
- تينا أرينا على موقع أول ميوزيك (الإنجليزية)
- تينا أرينا على موقع ديسكوغز (الإنجليزية)
- تينا أرينا على موقع قاعدة بيانات الفيلم (الإنجليزية)
- تينا أرينا على موقع كينوبويسك (الروسية)